# 科丘別伊夫卡 (丘托韋區)
49°45′22″N 35°6′50″E / 49.75611°N 35.11389°E
科丘別伊夫卡（烏克蘭語：Кочубеївка），是烏克蘭中部的村莊，隸屬波爾塔瓦州的波爾塔瓦區。該村處於科洛馬克河右岸，距離斯科羅霍多韋1公里，海拔高度126米，2001年人口968。